# Полукаров, Владимир Васильевич
Владимир Васильевич Полукаров (р. 11 марта 1953, Углегорск, Сахалинская область) — заведующий кафедрой педагогики (1986), доктор педагогических наук (1994), профессор (1995) Пензенского государственного педагогического университета им. В. Г. Белинского.

## Биография
Окончил Воронежский государственный университет по специальности «филология» (1976). Работал методистом Липецкого областного института усовершенствования учителей. Учился в аспирантуре в НИИ ОПВ АПН СССР (1980—1984). Поступил в докторантуру МПГУ им. В. И. Ленина (1990). Докт. дисс. на тему: «Педагогические основы организации клубной деятельности школьников». Является руководителем аспирантуры при К. педагогики (1996), а с 1998 — председателем диссертационного совета по специальности 13.00.01 — общая педагогика и 13.00.08. — теория и методика профессионального образования. Председатель Совета по защите диссертаций на соискание учёной степени доктора педагогических наук (2005).
Под его руководством вели научную работу более 30 соискателей и аспирантов, более 20 из них защитили канд. дисс. Область научных интересов связана с разработкой проблемы социального воспитания молодёжи в контексте новых социально-педагогических реалий.

## Награды и почётные звания
За заслуги в области образования награждён медалью К. Д. Ушинского (1999). В 2007 ему присвоено звание «Заслуженный работник высшего профессионального образования РФ».

## Публикации
- Теория и практика организации клубной деятельности школьников. — М.: МПГУ им. В. И. Ленина, 1994.
- Подростковый клуб: творчество, самодеятельность, самоопределение. — М.: Знание, 1998.
- Социально-педагогические характеристики личности / Формирование личности: Проблемы комплексного подхода в процессе воспитания школьников. — М.: Педагогика, 1983.